# Muralles d'Albaida
La Muralla urbana d'Albaida es troba a la localitat del mateix nom, a la comarca de la Vall d'Albaida de la província de València. Les seves restes es localitzen fonamentalment en les proximitats de l'església parroquial. Està catalogada com Bic, amb anotació Ministerial: 27990, amb data 2011.03.15 i codi: 46.24.006-011.

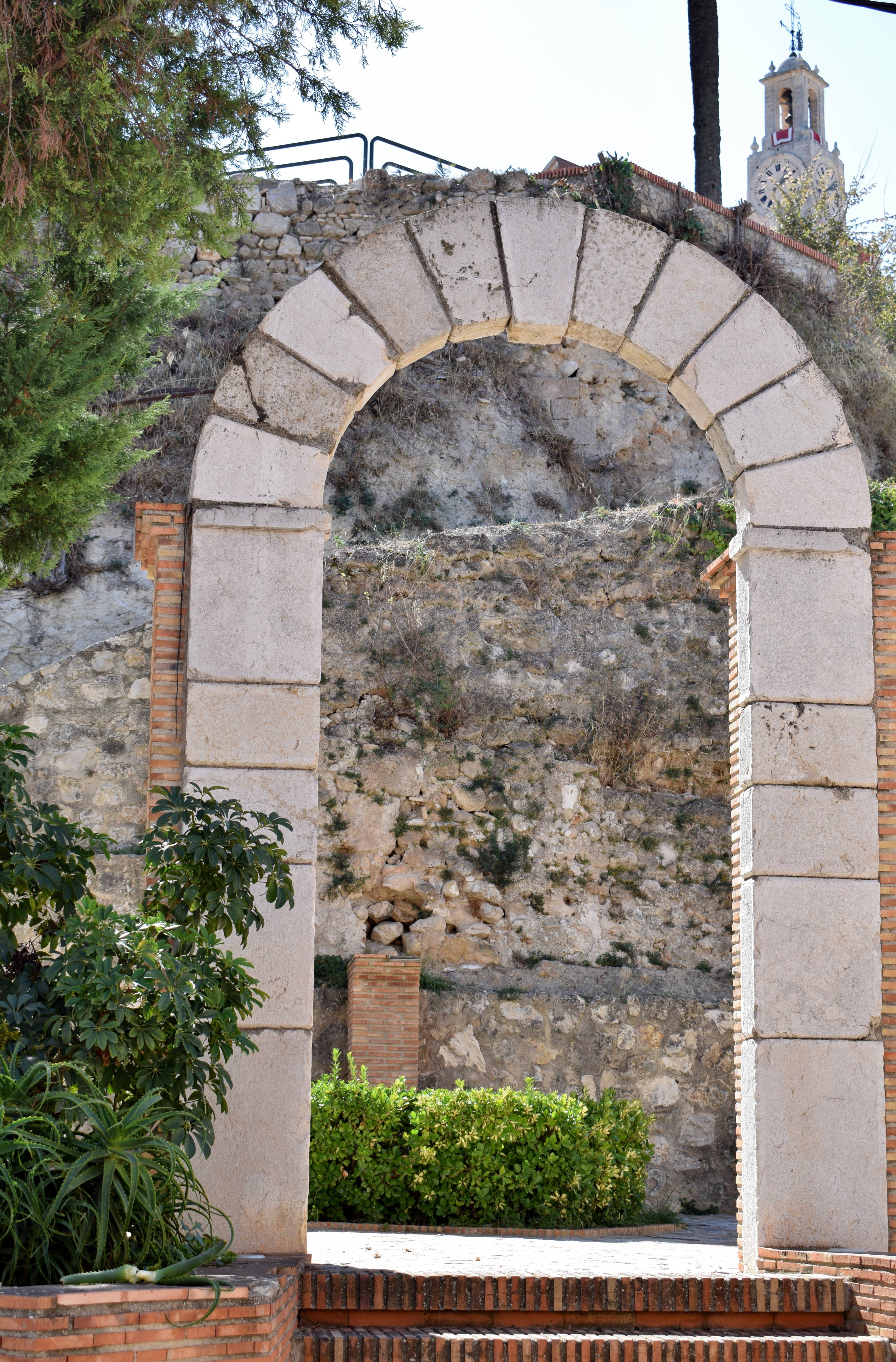
Porta Major

Albaida mostra vestigis de poblament des d'època ibera, encara que la ciutat com a tal té origen musulmà, passant a formar part de la Corona d'Aragó en 1244, expulsant al cap de poc als musulmans de la vila i repoblant amb cristians. En 1604, va passar a denominar-Marquesat d'Albaida del que formava part la ciutat i els seus pobles limítrofs. Albaida va adquirir un gran protagonisme durant la Guerra de la Independència per la seva resistència contra els francesos, en aquest mateix segle se senten les bases del cultiu de la vinya i la indústria de la cera, germen de l'auge que al segle xx es produirà en la indústria i la fabricació tèxtil.
Albaida va ser declarada d'atracció turística l'any 2002 pel seu interessant conjunt historicoartístic i museístic. El nucli antic, encara conserva restes de les muralles almohades i és on es troben els monuments més importants de la població. Des de la Plaça de la Vila es pot passejar pels estrets carrerons amb antigues casones i cases emblanquinades i edificis emblemàtics com el Palau dels Milà d'Aragó, i l'església arxiprestal de Santa Maria.

## Descripció històrica i artística
Les restes d'aquesta muralla d'origen almohade (segle xiii) són escasses i entre elles, es troben tres de les seves portes: la Porta de València o Porta d'Aljorf, la Porta d'Ontinyent i la Porta de Vila, la més majestuosa.
La muralla d'Albaida és de mitjans del segle xii, encara que va ser reformada als segles XIII-XVII. El seu origen se situa en el període almohade, quan es disposa la construcció d'una fortificació més sòlida i emplaçada en un lloc més baix com és el "Tossal de la Vila". Reconquerida Albaida en 1244, Jaume I el 1248 mana construir les primeres cases al petit recinte emmurallat, anomenat "Clos de la Vila", és en aquest mateix moment, quan es va conformar el barri del Raval a extramurs. Tant la Vila com el raval estaven protegits doblement, per la vall del riu Albaida a l'Est i pel barranc del Bouet l'Oest. Però, per protegir la zona urbana es necessitava un altre element defensiu, la muralla.
És una estructura defensiva d'àmbit urbà. La construcció està datada cronològicament a la primera meitat del segle xiii, en època islàmica, encara que va ser posteriorment reaprofitada durant l'època feudal. En l'actualitat, del perímetre de la muralla, es conserven algunes restes de torres i murs integrats en espais arquitectònics posteriors, com ara edificis d'habitatges.
La muralles està feta de mur de tàpia de 85 cm d'alçada per 65 d'amplada. En el seu origen en el recinte emmurallat només s'obria un portal esmentat al Repartiment de 1248, conegut com a Portal Major o de Sant Cristòfol (ja desaparegut). Oposat a aquest, es va obrir un altre portal al segle xiv, el Portal d'Ontinyent dins de la torre islàmica Durant els segles XIV i XV el Consell de la ciutat va procedir a reforçar el sistema defensiu mitjançant la construcció d'un mirador o barbacana. Aquesta és una muralla més baixa, afegida a la muralla principal. Encara es conserva parcialment aquest reforç mural amb la seva cantonada de carreus de pedra calcària i murs de pedra. La primera fase de la construcció la podem situar entre 1471 i 1477. La façana que dona a la plaça Major no va ser en origen la façana principal, sinó simplement la façana lateral meridional, ja que la principal quedaria a l'interior del pati d'armes. El 1522 va patir danys durant les Guerres de les Germanies, quedant testimoni d'això encara en els seus murs i per la reconstrucció que es va fer posteriorment, amb materials de pitjor qualitat que els originals.
A la fi del segle xvi i principis del XVII comença el declivi dels elements defensius de la vila, ja que molts d'ells ja no eren necessaris, a causa del canvi polític i social de l'època. D'altra banda, l'actual Portal Major de la Vila dona a la plaça Major, va ser construït a finals del segle xv i consta d'un arc de mig punt a la part de fora i un escarser a l'interior, aquesta estructura es van realitzar amb pedra de la pedrera d'Albaida. També es conserva la Porta de València situada a l'eix en l'arribada del camí Reial de València i pel qual s'accedia principal del nucli medieval d'Albaida. És una porta similar a la ja comentada del Portal Major, formada per un arc de mig punt a l'exterior més altre escarser reforçant a l'interior que no es conserva. L'arc està adovellat i en la dovella central possiblement hagués un escut heràldic. Tres de les torres conservades pertanyen al palau dels Milà d'Aragó i la quarta és la torre sentinella (5,20 x 5,85 m) a la cantonada sud-oest on es trobava el portal d'Ontinyent, és anomenada també com a Torre de guaita. Es tracta d'una torre islàmica del segle xiii, de propietat privada, i es troba dins de la casa coneguda com a “casa del Coixo Dacsa”, en la confluència dels carrers De la Font i de Fora-Fora.
D'una cinquena torre situada a ponent només es conserva la base d'uns 10m d'amplada. S'aprecia així mateix la base d'una altra torre tardo medieval feta de pedra calcària en la fonamentació de la casa del pintor Segrelles en l'angle nord-oest. També es conserven dos dels tres portals i part de la barbacana i el mirador de guaita amb la seva torre rodona. En l'actualitat, podem visitar els trams conservats de la muralla, realitzant un passeig per la zona del centre històric de la vila, i trobant alguns d'ells amagats entre edificacions posteriors.
En el punt d'arribada del camí d'Ontinyent destaca un portal doble formant revolt. Aquesta porta va ser clausurada el 1460, en començar la construcció de la Porta de la Vila, nou accés a la població en aquesta zona de la muralla. El seu estat de conservació és bo i és el portal que en millors condicions ha arribat als nostres dies. De la resta del conjunt emmurallat, destaquen dos dels tres portals existents, part de la Barbacana que protegia el desaparegut portal de Sant Cristòfol i el mirador de la Guaita.

## Portes
El Portal Major era el més antic i l'única obertura de la muralla islàmica. Va ser construït al segle xiii i modificat diverses vegades en segles posteriors. Es troba actualment en la confluència dels carrers Trinitat i Fraga, en el que llavors era part més elevada i protegida del circuit emmurallat. Entre els segles XIV i XV es va reforçar el sistema defensiu del portal amb la construcció d'una barbacana, anomenada Barbacana de Sant Cristòfol, espècie de petita muralla de pedra amb reforços de carreus en les cantonades, que s'ha conservat parcialment i que servia per defensar l'accés des d'una posició més elevada (correspon a un tipus d'edifici amb caràcter defensiu urbà, integrat a les muralles del nucli antic de la població que data del segle xiii). Del portal són pocs els elements que han arribat a nosaltres, ja que va caure amb el terratrèmol de 1644, encara que per llavors ja havia d'estar semi abandonat i en desús, en haver passat a ser la Plaça Major el centre de la vida urbana.
La Porta d'Ontinyent” va ser construïda al segle xiv aprofitant una torre sentinella islàmica del segle xiii.
Un altre accés antic que encara es conserva és la Porta de Aljorfa o Porta de València, entre la vila i el barri de Raval Jussà o de Baix, que estava en l'arribada al camí de València i mirava cap al poblat de Aljorfa (és l'única que es conserva dels que comunicaven la població amb aquesta barriada extramurs, punt d'arribada del camí de València). Es troba a la zona més baixa del poble i en l'Edat Mitjana quedava extramurs, aquesta porta es va eixamplar a la part inferior durant el segle XX per facilitar l'accés de vehicles.
La  Porta de la Vila, és la més majestuosa de l'antiga muralla, i un dels millors exemples d'aquest tipus de construccions a la Comunitat Valenciana. S'obre a la Plaça Major, al costat del Palau, i va ser iniciada és 1460, el mateix any que a València es començaven a construir les Torres de Quart. Danyada el 1522 durant les Guerres de les Germanies (encara es poden veure en els seus murs impactes de projectils), seria refeta poc després utilitzant materials de pitjor qualitat que la pedra carreu originària.
La Porta de la Vila, és una porta gòtica que combina l'arc de mig punt a la part davantera i un escarser a l'interior. Formava part de l'edifici defensiu que se situava al nucli antic de la vila. En la seva dovella central queden restes de l'escut d'armes del I comte d'Albaida. La porta forma part del tram de muralla que encara es conserva, tot i que ha quedat englobat dins de l'edifici de l'Ajuntament Vell. Aquest llenç connectava una de les torres del Palau amb la Torre de Guaita i el Portal d'Ontinyent.
La Porta de la Vila va ser el principal accés a la ciutat durant molt de temps, fins que l'obertura el 1769 d'un arc per sota del Palau que connectava directament amb la Plaça de l'Església la va convertir en un accés secundari.
Com hem dit anteriorment, per la Porta de la Vila arribem directament a la Plaça de la Vila (Plaça Major), on encara veiem alguns llenços de l'antic recinte emmurallat presents en edificacions. En aquesta plaça trobem gairebé tots els edificis i monuments importants de la localitat: l'església de Santa Maria de l'Assumpció, la part posterior del palau dels Milà d'Aragó, l'accés a la casa museu de José Segrelles, la casa dels Valcaneda (amb cronologia del segle xvi, aquí s'ubicava antigament l'ajuntament), el museu de betlems, el Museu Internacional de Titelles i la casa Abadia (segle xviii).
Cal assenyalar que cap a la Plaça de la Vila, la font de la plaça del segle xvii té una rematada escultòric barroc que formava part de l'antiga muralla.
La Porta de València, ubicada al barri conegut com a Raval Jussà o de Baix, únic que es conserva dels que comunicaven la població amb aquesta barriada extramurs, punt d'arribada del camí de València. Per ella, els viatgers procedents de la capital o de Xàtiva, accedien a l'ampli i costerut "Carrer d'Avall", eix principal del nucli medieval d'Albaida. Aquest va ser l'accés més important dels situats extramurs de la vila. Actualment es troba al final del carrer Beat Nicolau Factor. Construït al voltant de 1450, és semblant a la Porta de la Vila, tot i que molt més senzill.
A partir del s. XVI va començar de manera continuada la degradació d'aquestes fortificacions pels terratrèmols de 1644 i 1748 i el creixement urbanístic que va motivar el seu progressiu enderrocament. El cinturó defensiu d'Albaida és el conjunt fortificat urbà que millor s'ha conservat de tota la comarca.